# Ray Heindorf
Raymond John Heindorf (Haverstraw, 25 de agosto de 1908 – Tarzana, 3 de febrero de 1980) fue un compositor, letrista y arreglista estadounidense.

## Biografía
Heindorf empezó a trabajar como pianista en cines en Mechanicville en sus primeros años. En 1928, se trasladó a Nueva York, donde trabajó como arreglista musical antes de viajar a Hollywood. Su primer trabajo en California fue orquestador de MGM en la obra Hollywood Revue of 1929, y después fue pianista de gira para Lupe Vélez.
Después de completar este compromiso, se unió a Warner Bros., componiendo, arreglando y dirigiendo música exclusivamente para este estudio durante casi cuarenta años. Heindorf, junto a Georgie Stoll en MGM, eran aficionados al jazz bien conocidos en la comunidad negra por emplear músicos de esta raza en sus departamentos de música de estudio. De hecho, Heindorf era amigo y admirador del pianista de jazz Art Tatum. Presentó dos actuaciones de piano de Tatum en su casa de Hollywood en 1950 y 1955 para sus amigos comunes. Heindorf grabó estos conciertos privados, que se publicaron como "Art Tatum: 20th Century Piano Genius" con  el sello  Verve.
Asumió la dirección musical de la película de regreso de Judy Garland Ha nacido una estrella (1954) e hizo un cameo en la secuencia de fiesta donde el personaje de Jack Carson le felicita por una gran partitura.
Heindorf murió en Tarzana a la edad 71 años y fue enterrado con su batuta de dirección favorita.
Su hijo, Michael Heindorf también se dedicó a la composición musical.

## Filmografía
- 1929 Hollywood Revue of 1929, de Charles Reisner
- 1935 Broadway Hostess, de Frank McDonald
- 1939 On Your Toes, de Ray Enright
- 1942 Yanqui Dandy (Yankee Doodle Dady), de Michael Curtiz
- 1943 Esto es el ejército (This is the army), de Michael Curtiz
- 1944 Hollywood Canteen (canción), de Delmer Daves
- 1944 Rumbo a Oriente (Up in Arms) (junto a Louis Forbes), de Elliott Nugent
- 1945 San Antonio, de David Butler
- 1945 Un hombre fenómeno (Wonder Man) (con Louis Forbes), de H. Bruce Humberstone
- 1945 Rapsodia en azul (Raphsody in Blue) (con Max Steiner), de Irving Rapper
- 1948 Pista de carreras (Race Street) (canción), de Edwin L. Marin
- 1948 Romanza en alta mar (Romance on the High Seas), de Michael Curtiz
- 1948 April Showers, de James V. Kern
- 1949 Mi sueño eres tú (My Dream Is Yours), de Michael Curtiz
- 1949 Al sur de San Luis (South of St. Louis) (canción), de Ray Enright
- 1949 Look for the Silver Lining, de David Butler
- 1950 Punto de ruptura (The Breaking Point), de Michael Curtiz
- 1950 The West Point Story, de Roy Del Ruth
- 1951 Leghorn Swoggled (canción), de Robert McKimson
- 1951 Sugarfoot (canción), de Edwin L. Marin
- 1952 About Face, de Roy Del Ruth
- 1953 El cantor de jazz (The Jazz Singer), de Michael Curtiz
- 1953 Doris Day en el Oeste (Calamite Jane), de David Butler
- 1955 Warner Brothers Presents (serie de TV)
- 1954 Ha nacido una estrella (A Star is Born) (música adicional), de George Cukor
- 1954 Los blues de Pete Kelly (Pete Kelly's Blues), de Jack Webb
- 1956 Milagro bajo la lluvia (Miracle in the Rain) (canción), de Rudolph Maté
- 1956 Sincerely Yours, de Gordon Douglas
- 1957 Sugarfoot (serie de TV)
- 1957 Shoot-Out at Medicine Bend (canción), de Richard L. Bare
- 1958 No hay tiempo para sargentos (No Time for Sergeants), de Mervyn LeRoy
- 1958 Malditos yanquis (Damn Yankees!), de George Abbott, Stanley Donen
- 1959 Deadline Midnight
- 1959 The Alaskans (serie de TV)
- 1959 Infierno bajo las aguas (Up Periscope), de Gordon Douglas
- 1959 Después de la oscuridad (Home Before Dark), de Mervyn LeRoy
- 1962 Vivir de ilusión (The Music Man) (adaptación), de Morton da Costa
- 1968 El valle del arco iris (Finian's Rainbow), de Francis Ford Coppola
- 1971 O'Hara, U.S. Treasury (TV)
- 1972 Survival of Spaceship Earth

## Premios y distinciones
Premios Óscar
| Año  | Categoría                                               | Película                   | Resultado |
| ---- | ------------------------------------------------------- | -------------------------- | --------- |
| 1943 | Mejor orquestación de una película musical              | Yanqui Dandy               | Ganador   |
| 1944 | Mejor orquestación de una película musical              | Esto es el ejército        | Ganador   |
| 1946 | Mejor orquestación de una película musical              | Un hombre fenómeno         | Nominado  |
| 1947 | Mejor orquestación de una película musical              | Noche y día                | Nominado  |
| 1948 | Mejor orquestación de una película musical              | My Wild Irish Rose         | Nominado  |
| 1949 | Mejor orquestación de una película musical              | Romanza en alta mar        | Nominado  |
| 1950 | Mejor orquestación de una película musical              | Look for the Silver Lining | Nominado  |
| 1951 | Mejor orquestación de una película musical              | The West Point Story       | Nominado  |
| 1953 | Mejor orquestación de una película musical              | El cantante de jazz        | Nominado  |
| 1954 | Mejor orquestación de una película musical              | Doris Day en el Oeste      | Nominado  |
| 1955 | Mejor orquestación de una película musical              | Ha nacido una estrella     | Nominado  |
| 1959 | Mejor orquestación de una película musical              | Malditos Yanquis           | Nominado  |
| 1963 | Mejor orquestación de música – adaptación o tratamiento | Vivir de ilusión           | Ganador   |